# Mjera aktivnosti stanica
Kada govorimo o mjeri aktivnosti stanica uglavnom se misli na bioelektričnu aktivnost neurona. Ne postoji jedinstvena mjera aktivnosti neurona. Postoje najmanje 3 načina usrednjavanja aktivnosti neurona.

### Mjera broja šiljaka u prosječnom vremenu
Duljina vremenskog prozora je definirana ovisno o tipu neurona koja se snimaju i pobudi. Ova metoda se koristi kada ne postoji brza promjena broja šiljaka u vremenskom prozoru.
{\displaystyle \nu ={\frac {n_{sp}}{T}}},
gdje je ν - mjera, T - vremenski prozor, nsp - broj šiljaka

### Mjera gustoće šiljaka u procesu
Neuroni se pobuđuju istom pobudom više puta. Odziv se snimi u Peri-Stimulus-Time Histogramu (PSTH). Ova metoda je korisna kod veće populacije neurona.
{\displaystyle \rho ={\frac {1}{\Delta t}}{\frac {1}{K}}N_{k}(t;t+\Delta t)},
gdje je ρ - gustoća šiljaka, Nk - broj šiljaka u cijelom procesu (zbroj šiljaka pojedinačnih mjerenja u prozoru Δt)

### Mjera aktivnosti grupe ili populacije neurona
Broj neurona u mozgu je vrlo velik. Neuroni uglavnom imaju slična svojstva i odziv na istu pobudu im je također približno jednak. Ideja je da određena populacija neurona ima ista svojstva i svi neuroni u populaciji imaju isti uzorak ulaznih i izlaznih spojeva. Aktivnost populacije je definirana grupom neurona aktivnih u kratkom vremenskom intervalu.
{\displaystyle A={\frac {1}{\Delta t}}{\frac {n_{act}(t;t+\Delta t)}{N}}},
gdje je A - aktivnost grupe, Δt - interval promatranja aktivnosti, nact - zbroj šiljaka u Δt cijele grupe